# Alexander Lichtenstein
Alexander I. Lichtenstein (* 4. Mai 1955 in Swerdlowsk) ist ein aus Russland stammender deutscher Theoretischer Physiker und Hochschullehrer. Er ist Professor an der Universität Hamburg.

## Werdegang
Lichtenstein studierte an der Universität in Jekaterinburg mit dem Diplom in Theoretischer Physik 1977 und der Promotion 1982 bei A. S. Moskvin (Magnetische Übergangszustände und die Theorie der Austauschwechselwirkung). Danach war er am Institut für Festkörperchemie in Jekaterinburg beschäftigt. Ab 1989 war er am Max-Planck-Institut für Festkörperforschung in Stuttgart und ab 1995 am Forschungszentrum Jülich tätig. 1998 wurde er Professor für Theoretische Physik an der Radboud-Universität Nijmegen und seit 2004 ist er Professor in Hamburg.
Er befasst sich insbesondere mit der Berechnung der Austauschwechselwirkung in magnetischen Materialien mit der Dichtefunktionaltheorie. Außerdem befasst er sich mit ab initio Bandstrukturberechnungen komplexer, elektronisch korrelierter Materialien aus Verbindung von LDA (Local Density Approximation, Lokale Dichtenäherung) mit DMFT (Dynamische Molekularfeldtheorie). Dabei entwickelte er analytische und numerische Verfahren für Berechnungen auf Supercomputern.

## Auszeichnungen
1995 erhielt er den Russischen Staatspreis für Wissenschaft und Technologie. 2008 erhielt er den Intel-RUSNANO Prize for High-Performance Computing in Nanotechnology, 2014 den Max-Born-Preis. 2015 erhielt er die Ernst-Mach-Ehrenmedaille der Akademie der Wissenschaften der Tschechischen Republik.

## Schriften
- mit V. I. Anisimov Strong Coulomb Correlations in Electronic Structure Calculations, Advance in Condensed Matter Science, Gordon and Beach 2000, S. 97–161.
- mit V. A. Gubanov, A. V. Postnikov Magnetism and the Electronic Structure of Crystals, Springer Series in Solid State Science, Band 98, 1992
- mit V.I. Anisimov, V.P. Antropov, V.A. Gubanov, A.I. Ivanovsky, E.Z. Kurmaev, A.V. Postnikov: Electronic Structure of Impurities and Defects in Transition Metals, their Alloys and Compounds, Nauka, Moskau 1989
- mit V. A. Gubanov, A. V. Postnikov Magnetism and Chemical Bonding in Crystal, Nauka, Moskau 1985
- mit Emanuel Gull, Andrew J. Millis, Alexey N. Rubtsov, Matthias Troyer, Philipp Werner: Continuous-time Monte Carlo methods for quantum impurity models, Reviews of Modern Physics, Band 83, 2011, S. 349–404
- mit M. I. Katsnelson,  Yu. V. Irkhin, L. Chioncel, R. A. de Groot: Half-metallic ferromagnets: From band structure to many-body effects, Reviews of Modern Physics, Band 80, 2008, S. 315–378